# 意見領袖
意見領袖（英語：Opinion leadership）指向基层媒体受众阐释媒体信息或内容含义之媒体活跃用户。该詞源自於保羅·拉扎斯菲爾德及埃利胡·卡茨的「兩級傳播」理論（two-step flow of communication）。這個起源于行銷學/市场营销学的理論是用幾個不同的模式試著解釋，人進行關於想法、決策或是廣告產品效果時會有的反應。
由于处在社会环境中的我们倾向于向他人寻求建议，意见领袖在信息流中扮演着重要角色。大众媒体的信息并不直接流向目标受众，而会经由一些中介处理，在这个过程中，有影响力的人会消化信息并将其传播给公众。意见领袖具有一些特点能使他们在决策过程以及公众行为中产生影响力。通过知识共享，意见领袖可以帮助他人工作地更好、促进个人发展并提高个人认可度。
与明星代言人相比，意见领袖与受众的互动更多，他们可能以较中立的身份介绍新产品。因此，意见领袖与商户之间的合作便日益繁重，并因此在一定程度上颠覆了原来的市场学生态。意见领袖的概念在传统社会中已有体现，并在社交网络中大行其道，已经成为行之有效的新型推销方式。

## 内容
意見領袖被认为是一個對於媒體熟悉，且因在特定領域上有更多產品訊息和专业知识，能更好解釋媒介訊息的个人或组织，并进行二次传播。他們是較常接觸政治競選活動、新知識或活動的一群人，因专业知识而能获得相關群體的信任，从而发挥在这领域的影响力。
意見領袖的特色之一是他的意見在接受他的意見團裡中受到尊敬及重視，而接觸政治競選活動、知識，興趣較低者，往往會尋求意見領袖的意見。另外一個意見領袖也許在另一個領域則會成為別的意見領袖的追隨者。例如一個電腦工程師會是附近鄰居在碰上電腦問題時的意見領袖，他對科技及電腦擁有更多的資訊及消息來源，同時也具有能了解這些訊息意義的能力。
意見領袖也可能被信任為非說服性的消息與解釋來源，此外還有彈性、報酬等因素。最後，人們幾乎只信任熟悉的消息來源。因此，訊息從媒體傳至意見領袖，再從意見領袖傳至不太主動的閱聽人過程中，熱衷於政治說服或正受政治影響的想法從不會出現在人們心中。

### 意見領袖的人格特質
研究者將與意見領袖有關的因素分為三種类型：
生命週期的位置
生命週期的位置提升在某些主題就博學的可能性，熟悉主題及有效處理主題的過程，便是運用個人領導力，以及被認為是有影響力的意見領袖之基礎。
社会经济地位
社區內居特殊地位者乃因教育程度、名望和聲望的不同所致。而這些則是決定其向人尋求解釋和意見與否的重要因素。
社区接觸
常與許多人經常互動者，將有更多機會成為意見領袖。

## 现状

### 中國大陸
在中國大陸，網民數量高達7億，是全世界最大的社交網絡市場。這亦令意见领袖在中國大陸大行其道。他們在微博和微信等出現，這保證了他們的支持者基數。他們透過發帖，為訂閱者提供最新的產品，並藉此儲粉絲數，與西方的KOL相比，中國大陸的KOL涉足的領域會更廣,例如一名意见领袖可以在旅遊、奢侈品、飲食、時尚等皆有涉獵。
根据VS媒體的行政總裁Ivy Wong提出，2016年，意见领袖在中國大陸的市场价值超过8亿美元。

### 香港
在香港，意见领袖市場亦相當龐大，香港網民比率為全世界數一數二，一般市民皆使用Facebook和Instagram等社交媒體，而意见领袖亦在這些網絡中大展拳腳，為網民介紹產品。但香港網民卻屢次揭發個別的KOL為收受利益的「打手」，當中以美容丐幫事件最為矚目。

## 相關事件
- 2021年5月，香港前特首梁振英重提設立文化局，批評時任林鄭月娥政府表現。林鄭月娥嘲諷此乃KOL言論，她不會逐一回應[10]。
- 2021年5月25日，在微博獲粉絲21萬的香港警界KOL「海港sir」陳凱港，因涉嫌詐騙按揭貸款與女友人雙雙被捕並停職[11]。